# México en los Juegos Olímpicos de Melbourne 1956
México estuvo representado en los Juegos Olímpicos de Melbourne 1956 por un total de 24 deportistas, 21 hombres y 3 mujeres, que compitieron en 10 deportes.
El portador de la bandera en la ceremonia de apertura fue el saltador Joaquín Capilla.

## Medallistas
El equipo olímpico mexicano obtuvo las siguientes medallas:
| Nombre          | Deporte | Competición       |
| --------------- | ------- | ----------------- |
| Oro             |         |                   |
| Joaquín Capilla | Saltos  | Plataforma 10 m M |
| Plata           |         |                   |
| —               |         |                   |
| Bronce          |         |                   |
| Joaquín Capilla | Saltos  | Trampolín 3 m M   |

## Resultados por deporte

### Atletismo
Con solo un deportista, este ha sido el equipo de atletismo más pequeño en la historia olímpica de México.
El país participó en los 200 metros planos por primera vez desde Londres 1948.
Varonil
| Atleta                 | Evento | Heat      | Heat     | Cuartos de final | Cuartos de final | Semifinal | Semifinal | Final     | Final     |
| Atleta                 | Evento | Resultado | Posición | Resultado        | Posición         | Resultado | Posición  | Resultado | Posición  |
| ---------------------- | ------ | --------- | -------- | ---------------- | ---------------- | --------- | --------- | --------- | --------- |
| René Ahumada Rodríguez | 100 m  | 11.26     | 5        | No avanzó        | No avanzó        | No avanzó | No avanzó | No avanzó | No avanzó |
| René Ahumada Rodríguez | 200 m  | 21.96     | 3        | No avanzó        | No avanzó        | No avanzó | No avanzó | No avanzó | No avanzó |

### Ciclismo
Con su novena posición, Magdaleno Cano logró la que hasta 2024 es la mejor posición de México en la prueba de ciclismo de ruta.
Francisco Lozano Borgoni participó en sus segundos Juegos Olímpicos, siendo el primer mexicano en acudir a dos justas en la prueba de ruta.
| Atleta                                                   | Evento     | Tiempo        | Posición      |
| -------------------------------------------------------- | ---------- | ------------- | ------------- |
| Magdaleno Cano                                           | Individual | 5:23.40       | 9             |
| Francisco Lozano Borgoni                                 | Individual | No terminó    | No terminó    |
| Felipe Liñán                                             | Individual | No terminó    | No terminó    |
| Rafael Vaca                                              | Individual | No terminó    | No terminó    |
| Magdaleno Cano Francisco Lozano Felipe Liñán Rafael Vaca | Equipo     | No terminaron | No terminaron |

### Clavados
Joaquín Capilla se convirtió en el primer mexicano con medallas en tres Juegos Olímpicos consecutivos, y obtuvo la que hasta 2016 es la única medalla de oro de México en los clavados.
Alberto Capilla compitió en sus segundos Juegos Olímpicos.
Varonil
| Atleta              | Evento               | Preliminar | Preliminar | Final  | Final    | Total  | Total             |
| Atleta              | Evento               | Puntos     | Posición   | Puntos | Posición | Puntos | Posición          |
| ------------------- | -------------------- | ---------- | ---------- | ------ | -------- | ------ | ----------------- |
| Joaquín Capilla     | Trampolín 3 metros   | 90.24      | 1          | 60.45  | 3        | 150.60 | Medalla de bronce |
| Juan Botella Medina | Trampolín 3 metros   | 78.27      | 9          | 49.05  | 12       | 127.32 | 10                |
| Juan Botella Medina | Plataforma 10 metros | 69.39      | 12         | 56.06  | 10       | 125.45 | 10                |
| Alberto Capilla     | Plataforma 10 metros | 74.18      | 7          | 58.56  | 9        | 132.74 | 9                 |
| Joaquín Capilla     | Plataforma 10 metros | 78.68      | 2          | 73.76  | 2        | 152.44 | Medalla de oro    |

### Esgrima
Benito Ramos compitió en sus terceros Juegos Olímpicos.
México compitió en el florete femenil por primera vez desde Londres 1948.
Varonil
| Atleta             | Evento  | Primera ronda | Primera ronda | Primera ronda | Cuartos de final | Cuartos de final | Cuartos de final | Semifinal | Semifinal | Semifinal | Final     | Final     | Final     |
| Atleta             | Evento  | CG            | CP            | Posición      | CG               | CP               | Posición         | CG        | CP        | Posición  | CG        | CP        | Posición  |
| ------------------ | ------- | ------------- | ------------- | ------------- | ---------------- | ---------------- | ---------------- | --------- | --------- | --------- | --------- | --------- | --------- |
| Luis Jiménez Peña  | Espada  | 0             | 6             | 7             | No avanzó        | No avanzó        | No avanzó        | No avanzó | No avanzó | No avanzó | No avanzó | No avanzó | No avanzó |
| Benito Ramos Ramos | Florete | -             | -             | -             | 2                | 4                | 6                | No avanzó | No avanzó | No avanzó | No avanzó | No avanzó | No avanzó |
| Benito Ramos Ramos | Sable   | 3             | 4             | 4             | 0                | 5                | 7                | No avanzó | No avanzó | No avanzó | No avanzó | No avanzó | No avanzó |

Femenil
María del Pilar Roldán fue la primera mujer mexicana en participar en la ronda semifinal del esgrima.
| Atleta                 | Evento  | Primera ronda | Primera ronda | Primera ronda | Semifinal | Semifinal | Semifinal | Final     | Final     | Final     |
| Atleta                 | Evento  | CG            | CP            | Posición      | CG        | CP        | Posición  | CG        | CP        | Posición  |
| ---------------------- | ------- | ------------- | ------------- | ------------- | --------- | --------- | --------- | --------- | --------- | --------- |
| María del Pilar Roldán | Florete | 4             | 3             | 4             | 1         | 4         | 6         | No avanzó | No avanzó | No avanzó |

### Halterofilia
México compitió en la categoría de 67.5 kilogramos por primera vez desde Londres 1948.
| Atleta         | Evento   | Prensa | Arranque | Envión | Total | Posición |
| -------------- | -------- | ------ | -------- | ------ | ----- | -------- |
| Gustavo Balboa | 67.5 kg. | 92.5   | 100      | 127.5  | 320   | 17       |

### Lucha
Mario Tovar participó en sus segundos Juegos Olímpicos y se convirtió en el primer luchador mexicano en ganar un combate en el evento a 24 años del debut del país en el deporte.
Los luchadores eran eliminados al acumular cinco "puntos negativos".
Libre
| Atleta               | Evento      | Ronda 1            | Ronda 2            | Ronda 3            | Ronda 4            | Ronda 5            | Final              | Posición |
| Atleta               | Evento      | Oponente Resultado | Oponente Resultado | Oponente Resultado | Oponente Resultado | Oponente Resultado | Oponente Resultado | Posición |
| -------------------- | ----------- | ------------------ | ------------------ | ------------------ | ------------------ | ------------------ | ------------------ | -------- |
| Mario Tovar González | Peso ligero | Tanaquin (PHI) G   | Ashraf (PAK) G     | Evans (USA) P      | Kasahara (JAP) P   | No avanzó          | No avanzó          | 7        |

### Natación
México debutó en los 200 metros mariposa, que aparecieron por primera vez en unos Juegos Olímpicos.
El país compitió en las pruebas femeniles por primera vez desde Londres 1948
Varonil
| Atleta              | Evento         | Heat   | Heat     | Final     | Final     |
| Atleta              | Evento         | Tiempo | Posición | Tiempo    | Posición  |
| ------------------- | -------------- | ------ | -------- | --------- | --------- |
| Walter Ocampo       | 200 m mariposa | 2:41.4 | 6        | No avanzó | No avanzó |
| Eulalio Ríos Alemán | 200 m mariposa | 2:28.1 | 3        | 2:27.3    | 6         |

Femenil
| Atleta             | Evento      | Heat   | Heat     | Semifinal | Semifinal | Final     | Final     |
| Atleta             | Evento      | Tiempo | Posición | Tiempo    | Posición  | Tiempo    | Posición  |
| ------------------ | ----------- | ------ | -------- | --------- | --------- | --------- | --------- |
| Blanca Luz Barrón  | 100 m libre | 1:09.5 | 28       | No avanzó | No avanzó | No avanzó | No avanzó |
| Gilda Aranda Rojas | 400 m libre | 5:24.2 | 6        | No avanzó | No avanzó | No avanzó | No avanzó |

### Pentatlón moderno
El equipo completo tuvo su segunda participación en Juegos Olímpicos al ser los mismos tres pentatletas que compitieron en Helsinki 52.
Sergio Escobedo Garduño acompañó al equipo como suplente, pero no participó en la prueba.
| Atleta                                 | Prueba     | Total de puntos | Posición final |
| -------------------------------------- | ---------- | --------------- | -------------- |
| Antonio Almada Félix                   | Individual | 3616.0          | 22             |
| José Pérez Mier                        | Individual | 4093.5          | 12             |
| David Romero Vargas                    | Individual | 3227.5          | 29             |
| Antonio Almada José Pérez David Romero | Equipo     | 10.981          | 5              |

### Remo
Fue el debut de México en el remo olímpico.
| Atleta        | Evento           | Cuartos de final | Cuartos de final | Repesca    | Repesca  | Semifinal | Semifinal | Final     | Final     |
| Atleta        | Evento           | Resultado        | Posición         | Resultado  | Posición | Resultado | Posición  | Resultado | Posición  |
| ------------- | ---------------- | ---------------- | ---------------- | ---------- | -------- | --------- | --------- | --------- | --------- |
| Jorge Roesler | Scull individual | 8:24.3           | 4                | No terminó | 3        | No avanzó | No avanzó | No avanzó | No avanzó |

### Tiro
Raúl Ibarra participó en sus segundos Juegos Olímpicos
| Atleta                    | Evento                   | Final   | Final  | Final    |
| Atleta                    | Evento                   | Blancos | Puntos | Posición |
| ------------------------- | ------------------------ | ------- | ------ | -------- |
| Alfonso Castañeda Jiménez | Pistola rápida 25 metros | 60      | 571    | 11       |
| Rodolfo Flores García     | Pistola rápida 25 metros | 60      | 556    | 19       |
| Rodolfo Flores García     | Pistola libre 50 m       | -       | 507    | 26       |
| Raúl Ibarra Zapata        | Pistola libre 50 m       | -       | 533    | 15       |